# Holoparamecus atomus
Holoparamecus atomus is een keversoort uit de familie zwamkevers (Endomychidae). De wetenschappelijke naam van de soort werd in 1888 gepubliceerd door Ragusa.